# Leopoldo Ludovico del Palatinato-Veldenz
Leopoldo Ludovico, in lingua tedesca Leopold Ludwig (Lauterecken, 1º febbraio 1625 – Strasburgo, 29 settembre 1694), fu conte palatino e di duca di Veldenz dal 1634 fino al 1694.

## Vita
Leopoldo Ludovico nacque a Lauterecken nel 1625 come il più giovane dei figli maschi di Giorgio Gustavo, conte palatino e duca di Veldenz nati dal suo matrimonio con Maria Elisabetta (1581 – 1637), figlia del duca Giovanni I di Zweibrücken.
Dopo la morte di suo padre nel 1634 gli successe poiché i suoi fratelli maggiori erano già morti. Durante la guerra dei trent'anni le sue terre furono occupate, e nuovamente durante la guerra della Grande Alleanza da soldati svedesi, spagnoli e poi francesi. Leopoldo Ludovico morì a Strasburgo nel 1694 da povero in miseria e fu sepolto a Lützelstein (attuale La Petite-Pierre, in Francia). Poiché non ebbe figli maschi sopravvissuti, i ruderi della contea di Veldenz fu ereditata dal ramo del Palatinato-Kleeburg, il cui capo era Carlo XI, re di Svezia, in conflitto col più comodo e confinante Elettorato del Palatinato.

## Matrimonio
Leopoldo Ludovico sposò Agata Cristina, la figlia più giovane del conte Filippo Volfango di Hanau-Lichtenberg, il 4 luglio 1648 ed ebbe i seguenti figli:
- Figlia (*/† 1649)
- Anna Sofia (1650–1706), suora
- Gustavo Filippo (1651–1679)
- Elisabetta Giovanna (1653–1718)

∞ 1669 vilgravio e renegravio Giovanni XI di Salm-Kyrburg (1635–1688)
- Cristina (1654–1655)
- Cristina Luisa (1655–1656)
- Cristiano Luigi (1656–1658)
- Dorotea (1658–1723)

∞ 1707 (geschieden 1723) conte palatino Gustavo Samuele Leopoldo di Zweibrücken (1670–1731)
- Leopoldo Ludovico (1659–1660)
- Carlo Giorgio (1660–1686)
- Agnese Eleonora (1662–1664)
- Augusto Leopoldo (1663–1689)

## Ascendenza
|                                              |                                           |                                            | Genitori                                        |  |  | Nonni |  |  | Bisnonni                               |  |  | Trisnonni                                  |  |
|                                              |                                           |                                            |                                                 |  |  |       |  |  | Ruprecht, conte del Palatinato-Veldenz |  |  | Alexander, duca del Palatinato-Zweibrücken |  |
|                                              |                                           |                                            |                                                 |  |  |       |  |  | Ruprecht, conte del Palatinato-Veldenz |  |  | Alexander, duca del Palatinato-Zweibrücken |  |
|                                              |                                           | Margarete von Hohenlohe-Weikersheim        |                                                 |  |  |       |  |  | Ruprecht, conte del Palatinato-Veldenz |  |  |                                            |  |
| Georg Johann I, conte del Palatinato-Veldenz |                                           |                                            |                                                 |  |  |       |  |  | Ruprecht, conte del Palatinato-Veldenz |  |  |                                            |  |
|                                              |                                           | Ursula zu Salm-Kyrburg                     | Johann VII, conte di Salm-Kyrburg               |  |  |       |  |  |                                        |  |  |                                            |  |
|                                              |                                           | Ursula zu Salm-Kyrburg                     | Johann VII, conte di Salm-Kyrburg               |  |  |       |  |  |                                        |  |  |                                            |  |
|                                              |                                           | Ursula zu Salm-Kyrburg                     | Anna zu Isenburg-Büdingen                       |  |  |       |  |  |                                        |  |  |                                            |  |
| Georg Gustav, conte del Palatinato-Veldenz   |                                           | Ursula zu Salm-Kyrburg                     |                                                 |  |  |       |  |  |                                        |  |  |                                            |  |
|                                              |                                           | Gustav I, re di Svezia                     | Erik Johansson Vasa                             |  |  |       |  |  |                                        |  |  |                                            |  |
|                                              |                                           | Gustav I, re di Svezia                     | Erik Johansson Vasa                             |  |  |       |  |  |                                        |  |  |                                            |  |
|                                              |                                           | Gustav I, re di Svezia                     | Cecilia Månsdotter Eka                          |  |  |       |  |  |                                        |  |  |                                            |  |
| Anna Gustavsdotter Vasa                      |                                           | Gustav I, re di Svezia                     |                                                 |  |  |       |  |  |                                        |  |  |                                            |  |
|                                              |                                           | Margareta Leijonhufvud                     | Erik Abrahamsson Leijonhufvud                   |  |  |       |  |  |                                        |  |  |                                            |  |
|                                              |                                           | Margareta Leijonhufvud                     | Erik Abrahamsson Leijonhufvud                   |  |  |       |  |  |                                        |  |  |                                            |  |
|                                              |                                           | Margareta Leijonhufvud                     | Ebba Eriksdotter Vasa                           |  |  |       |  |  |                                        |  |  |                                            |  |
| Leopold Ludwig, conte del Palatinato-Veldenz |                                           | Margareta Leijonhufvud                     |                                                 |  |  |       |  |  |                                        |  |  |                                            |  |
|                                              | Wolfgang, duca del Palatinato-Zweibrücken | Ludwig II, duca del Palatinato-Zweibrücken |                                                 |  |  |       |  |  |                                        |  |  |                                            |  |
|                                              | Wolfgang, duca del Palatinato-Zweibrücken | Ludwig II, duca del Palatinato-Zweibrücken |                                                 |  |  |       |  |  |                                        |  |  |                                            |  |
|                                              | Wolfgang, duca del Palatinato-Zweibrücken | Elisabeth von Hessen                       |                                                 |  |  |       |  |  |                                        |  |  |                                            |  |
| Johann I, duca del Palatinato-Zweibrücken    | Wolfgang, duca del Palatinato-Zweibrücken |                                            |                                                 |  |  |       |  |  |                                        |  |  |                                            |  |
|                                              |                                           | Anna von Hessen                            | Philipp I, langravio d'Assia                    |  |  |       |  |  |                                        |  |  |                                            |  |
|                                              |                                           | Anna von Hessen                            | Philipp I, langravio d'Assia                    |  |  |       |  |  |                                        |  |  |                                            |  |
|                                              |                                           | Anna von Hessen                            | Christina von Sachsen                           |  |  |       |  |  |                                        |  |  |                                            |  |
| Maria Elisabeth von Pfalz-Zweibrücken        |                                           | Anna von Hessen                            |                                                 |  |  |       |  |  |                                        |  |  |                                            |  |
|                                              |                                           | Wilhelm, duca di Jülich-Kleve-Berg         | Johann III, duca di Kleve                       |  |  |       |  |  |                                        |  |  |                                            |  |
|                                              |                                           | Wilhelm, duca di Jülich-Kleve-Berg         | Johann III, duca di Kleve                       |  |  |       |  |  |                                        |  |  |                                            |  |
|                                              |                                           | Wilhelm, duca di Jülich-Kleve-Berg         | Maria, duchessa di Jülich e Berg                |  |  |       |  |  |                                        |  |  |                                            |  |
| Magdalena von Jülich-Kleve-Berg              |                                           | Wilhelm, duca di Jülich-Kleve-Berg         |                                                 |  |  |       |  |  |                                        |  |  |                                            |  |
|                                              |                                           | Maria von Österreich                       | Ferdinand I, imperatore del Sacro Romano Impero |  |  |       |  |  |                                        |  |  |                                            |  |
|                                              |                                           | Maria von Österreich                       | Ferdinand I, imperatore del Sacro Romano Impero |  |  |       |  |  |                                        |  |  |                                            |  |
|                                              |                                           | Maria von Österreich                       | Anna Jagiellonka                                |  |  |       |  |  |                                        |  |  |                                            |  |
|                                              |                                           | Maria von Österreich                       |                                                 |  |  |       |  |  |                                        |  |  |                                            |  |